# Pamela Springsteen
Pamela Sue Springsteen, född 8 februari 1962 i Freehold Township, New Jersey, är en amerikansk fotograf och skådespelare. Hon är syster till Bruce Springsteen och som fotograf har hon tagit bilder till många av hans skivomslag.

## Filmografi
- Häftigt drag i plugget (1982)
- Reckless (1984)
- Sleepaway Camp II: Unhappy Campers (1988)
- Sleepaway Camp III: Teenage Wasteland (1989)